# An–3
Az An–3 (cirill betűkkel: Ан–3) szovjet, majd orosz–ukrán mezőgazdasági és polgári egymotoros, kétfedelű repülőgép, az An–2-es típus továbbfejlesztett, légcsavaros gázturbinás változata. Tervezték tűzoltásra átalakított, illetve létrehozták sítalpas, valamint hidroplán kivitelét is. 1980-ban repült először. A fejlesztés elhúzódott, majd a Szovjetunió szétesése miatti gazdasági helyzet lassította a programot, csak az 1990-es évek végén újították fel azt. A sorozatgyártása 2000–2009 között folyt az omszki Poljot Termelési Egyesülésnél, 25 darabot gyártottak az An–3T változatából. Magyarországon a „Turbó-Ancsa” név ragadt rá, utalva az An–2-es gyakori magyar elnevezésére, az Ancsára.

## Története

### Előzmények
Az 1960-as évek végén fogalmazódott meg a szovjet repülőgépipar számára egy új, sugárhajtású mezőgazdasági repülőgép kifejlesztésének az igénye az An–2 felváltására. A Szovjetunió Repülőgépipari Minisztériuma 1971-ben megbízott néhány tervezőirodát egy új gép előzetes koncepcióterveinek az elkészítésével. Ezek között volt az Arszenyjevi Repülőgépgyár tervezőirodája is, amit Riamir Adamovics Izmajlov vezetett. Ő az 1960-as években többféle mezőgazdasági repülőgép koncepcióját is kidolgozta, sugárhajtóművel és légcsavaros gázturbinával hajtott repülőgépekéit is. Az általa vezetett tervezőiroda a Repülőgépipari Minisztérium megkeresésére két tervet mutatott be, I–711 kódjellel: az egyik egy AI–25 gázturbinás sugárhajtóművet használó, a másik pedig egy TVD–10A légcsavaros gázturbinával felszerelt változat volt. A CAGI az előzetes vizsgálatok alapján 1971 októberében a sugárhajtású változatot támogatta, és a szovjet repülőgépipari vezetés is a sugárhajtású mezőgazdasági repülőgép koncepcióját részesítette előnyben. Az Antonov tervezőiroda már ekkor is látott lehetőséget az An–2 továbbfejlesztésében, és egy légcsavaros gázturbinás változat létrehozásában, a repülőgépipari vezetés azonban továbbra is sugárhajtómű-párti volt. Az Izmajlov-féle I–711 sugárhajtású mezőgazdasági repülőgép projektjét azonban 1971 végén bevonták a szovjet–lengyel repülőgépipari együttműködésbe, és az egész fejlesztési projektet átadták a PZL-Mielec repülőgépgyárnak. Ott a gép koncepcióját alapul véve és Riamir Izmajlov aktív részvételével kifejlesztették az M–15 Belphegor mezőgazdasági repülőgépet. Ez 1973 májusában repült először, azonban nem váltotta be a reményeket: a gázturbinás sugárhajtómű miatt gazdaságtalan volt az üzeme, bonyolult és körülményes az üzemeltetése, valamint a manőverezőképessége a fel- és leszállási tulajdonságaival együtt elmaradt az elvárttól. Emiatt az M–15-ből a tervezett háromezer helyett csak 175 darab készült, és 1981-ben be is szüntették a gyártását.

### Az első tervek
Oleg Antonov a kezdetektől elvetette a sugárhajtású mezőgazdasági repülőgép elképzelését. Az An–2 légcsavaros gázturbinával történő felszerelése azonban már az 1950-es évek végén felmerült az Antonov tervezőirodánál. Az akkori számítások szerint az üzemeltetési költségek 30–40%-os csökkenését várták a gázturbina alkalmazásától. Akkor azonban még nem állt rendelkezésre An–2 méretű repülőgéphez megfelelő könnyű légcsavaros gázturbina, és a tényleges megvalósulásig egy évtized az alkalmas gázturbina keresésével telt el.
Végül 1967-ben jelent meg az omszki OMKB tervezőiroda 960 LE-s GTD–10-es (később TVD–10-es) jelzésű légcsavaros gázturbinája, ami a Ka–25-ös helikopteren is használt GTD–3-as gázturbinán alapult. Majd rövidesen ennek a növelt teljesítményű, 1250 LE-s GTD–10M változata is elkészült, amely megfelelően kis tömegű és nagy teljesítményű volt az An–2-höz. A GTD–10 megvalósulásával 1967-ben kezdődött el az Antonov tervezőirodánál az An–2 légcsavaros gázturbinás változatának a tervezése, amely az An–3 típusjelzést kapta. A projekt főkonstruktőre V. E. Zadorozsnij lett.

### A megfelelő hajtómű keresése

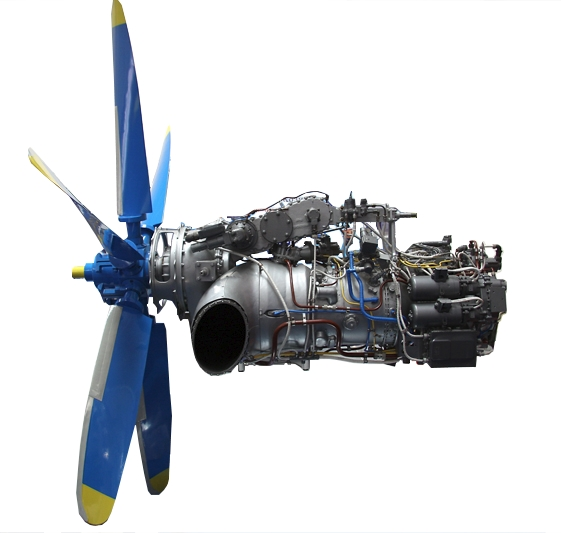
TVD–20 légcsavaros gázturbina

A TVD–10A gázturbinát azonban sorozatgyártásra alkalmatlannak nyilvánították, és a fejlesztése félbeszakadt. Ennek következtében az An–3-projekt hajtómű nélkül maradt, így a fejlesztés csak lassan folyt. Időközben felmerült az 1500 LE-s TV2–117SZ gázturbina alkalmazása. Ez a helikopterekhez készített TV2–117A szabadturbinás hajtómű légcsavaros-reduktoros változata volt merevszárnyú repülőgépekhez. A TV2–117SZ hajtómű tömege azonban igen nagy, 900 kg volt. Ezért a tömegközéppont megtartása miatt a hajtóművet az egyszemélyesre alakított pilótafülke alá helyezték volna.
Az An–3 terve mellett felmerült az An–14 mezőgazdasági változatának az ötlete is, a csillagmotorok helyett két TVD–850-es légcsavaros gázturbinával felszerelve. Ezzel együtt a TV2–117SZ gázturbinával ellátott An–3 terve is elhalt a konstrukció számos előnytelen tulajdonsága miatt, és végül maga a TV2–117SZ gázturbina sem valósult meg. 
Született egy elképzelés a TVD–850-es alkalmazására is az An–3-ason. E szerint itt is két TVD–850-es gázturbinát építettek volna be az orr-részbe, és a két gázturbina közös reduktoron keresztül hajtotta volna a légcsavart. Végül azonban a sikeres tesztek ellenére a TVD–850 sorozatgyártása sem indult el, ezért ennek a felhasználását is el kellett vetni az An–3-nál. 
Az An–3 fejlesztésének az adott újabb impulzust, hogy az 1970-es évek elején újra elővették a TVD–10 gázturbina terveit. Ezt főként az tette lehetővé, hogy az akkor még fejlesztési stádiumban lévő Il–86 utasszállító repülőgéphez szánt DSZU–10 fedélzeti segédhajtóműhöz a TVD–10 szolgált alapul. A Viktor Pascsenko vezette omszki OMKB a segédhajtóművel párhuzamosan elkészítette az 1025 LE-s TVD–10B légcsavaros gázturbinát, amelyet aztán később az An–28 és a Be–30 repülőgépekbe is beépítettek. Egyúttal 1350 LE-re növelték a TVD–10A változat teljesítményét. 
Oleg Antonov 1975 júniusában megszerezte a Szovjetunió Minisztertanácsának a jóváhagyását az An–3-hoz, és a minisztertanács arra utasította a Repülőgépipari Minisztériumot, hogy biztosítsa az An–3 megépítéséhez szükséges költségvetési forrásokat. Ennek a hatására felgyorsultak a fejlesztési és tervezési munkálatok. A hajtómű azonban továbbra is késett, az Omszki Motorgyárat lekötötte az Il–86-hoz készített DSZU–10 fedélzeti segédhajtómű sorozatgyártásának a beindítása.

## Jellemzői

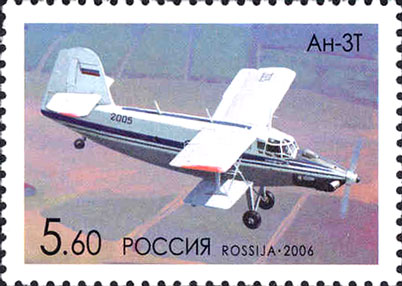
Az An–3T egy 2006-ban kiadott orosz bélyegen

A repülőgépbe egy TVD–20–03 típusú légcsavaros gázturbinát építettek, ami egy R–17 reduktoron keresztül egy reverz üzemmódra is alkalmas, háromtollú AV–17 légcsavart hajt. Az utastér szintén különbözik az An–2-esétől: fűtő-hűtő- és szellőzőrendszerrel, valamint fejlett elektromos repülési és navigációs berendezésekkel lett felszerelve. A korszerűsítés megnövelte a repülőgép megbízhatóságát, 20%-kal növelte a terhelhetőségét, valamint kényelmesebb körülményeket biztosított a személyzet és az utasok számára, ideértve a zaj- és rezgéscsökkentést a pilótafülkében. Az emelkedési sebesség 1,9%-kal magasabb. Az új hajtómű üzemanyaga már a kerozin volt, míg az előd még repülőbenzinnel működött. 
A gép prototípusa már 1980. május 13-án végrehajtotta az első repülését, de az alacsony érdeklődés miatt a gyártás abbamaradt, és csak 1990-ben indult újra.

## Típusváltozatok
- An–3SZH: mezőgazdasági (légi permetező) repülőgép. Az első változat, amely 1980. május 13-án repült először. A pilótafülkéje egyszemélyes, és a gépet 2200 literes vegyszertartállyal szerelték fel.
- An–3T: vegyes, teher- és utasszállító változat, amely 1800 kg teher és négy személy szállítására alkalmas. 1998. február 17-én repült először. Ez a típus egyetlen sorozatban gyártott változata.
- An–3TK: utasszállításra tervezett típus.
- An–3P: tűzoltó változat. Terv szintjén maradt.
- An–3V: hidroplán változat. Csak prototípus készült.

## Fordítás
Ez a szócikk részben vagy egészben  az   Antonov An-3 című angol Wikipédia-szócikk ezen változatának fordításán alapul.  Az eredeti cikk szerkesztőit annak laptörténete sorolja fel. Ez a jelzés csupán a megfogalmazás eredetét és a szerzői jogokat jelzi, nem szolgál a cikkben szereplő információk forrásmegjelöléseként.